# 지방합동청사
지방합동청사(地方合同廳舍)는 대한민국과 일본에서 특별지방행정기관을 모아둔 청사이다. 
외국에도 유사한 건축물이 있으며 미국에서는 연방 건물이라 부르는 미국 연방 건물들이 있다.

## 같이 보기
- 합동청사 (일본)
- 오클라호마시티 폭탄 테러